# Batalion ON „Mazury I”

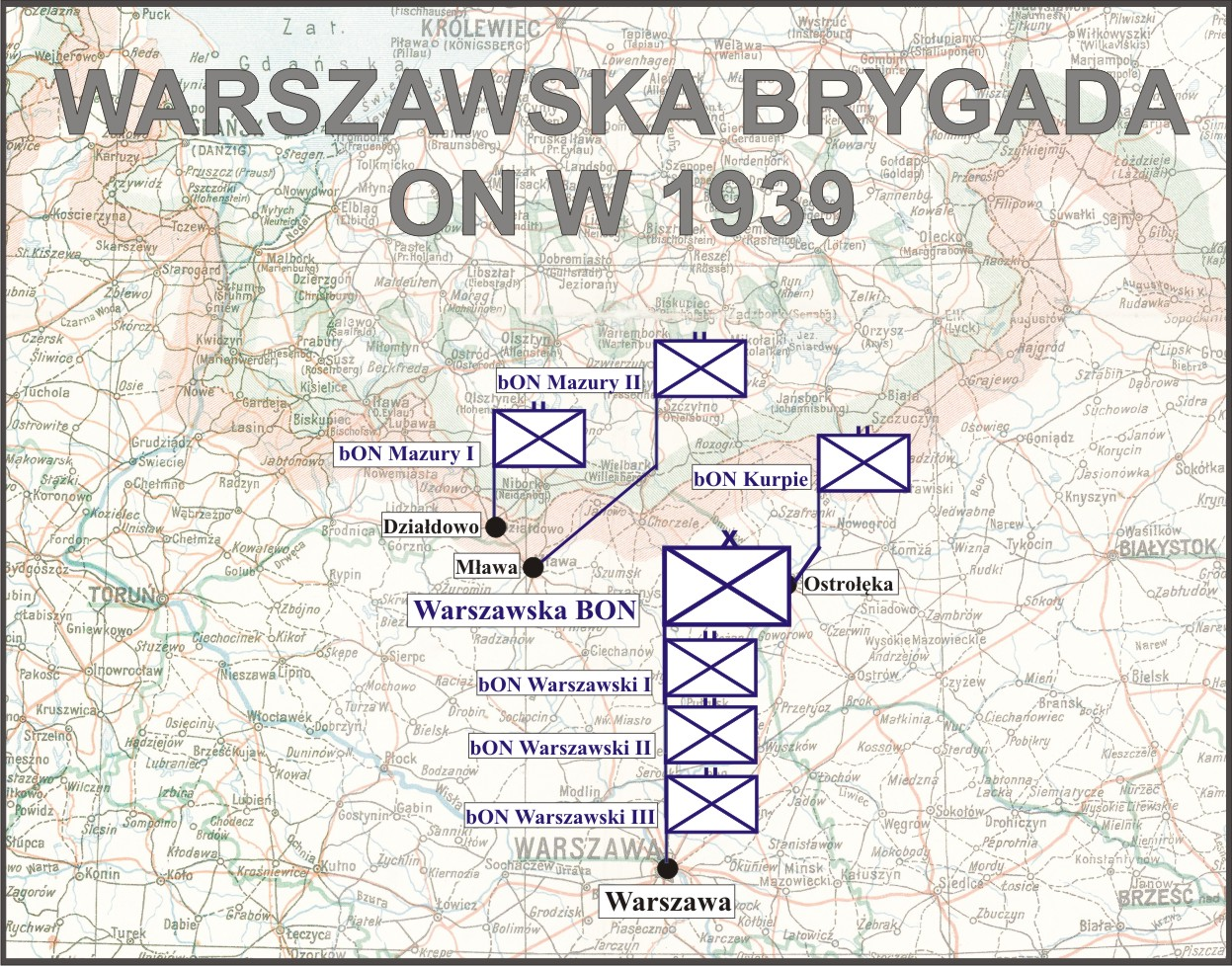
Warszawska Brygada ON

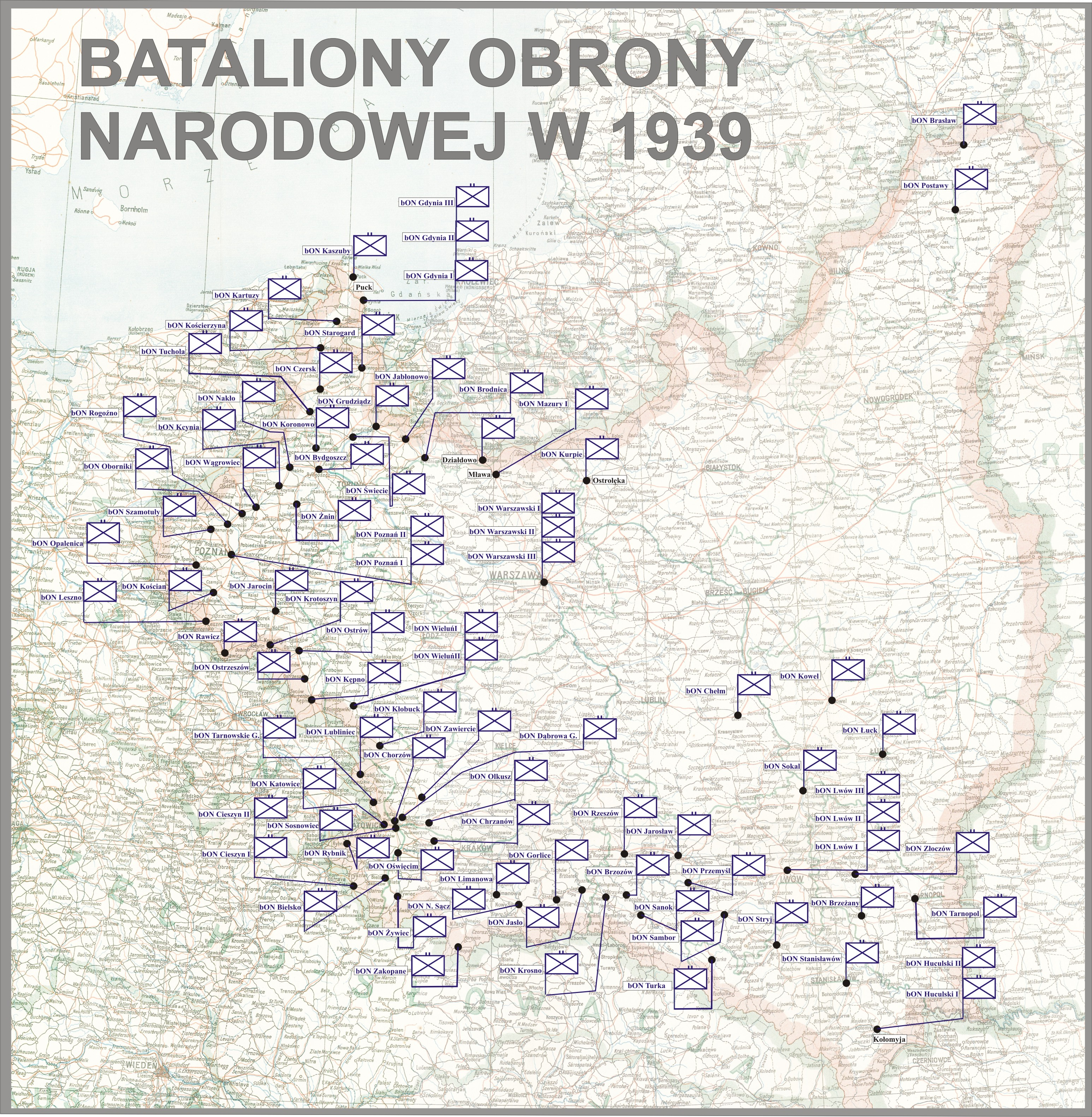
Obrona Narodowa w 1939

I Mazurski batalion Obrony Narodowej (batalion ON „Mazury I”) – pododdział piechoty Wojska Polskiego II RP.

## Formowanie i organizacja
Batalion został sformowany w 31 maja 1939, w Działdowie, w składzie Warszawskiej Brygady ON. Na podstawie rozkazu Departamentu Piechoty Ministerstwa Spraw Wojskowych L.1601 z dnia 2 maja 1939. Jednostka została zorganizowana według etatu batalionu ON typ IV oraz w oparciu o nowo powstały 132 Obwód Przysposobienia Wojskowego. Jednostką administracyjną dla I Mazurskiego batalionu ON był III batalion 32 pułku piechoty w Działdowie.
W skład batalionu wchodziły trzy kompanie ON: „Działdowo I”, „Działdowo II” i „Lidzbark”. Dowódcą baonu i jednocześnie komendantem obwodu PW był kpt. Kazimierz Mordzewski. Batalion liczył po zmobilizowaniu 31 sierpnia 1939, 702 żołnierzy, w tym 13 oficerów, 70 koni, 6 ckm, 30 rkm, 1 moździerz.

## I Mazurski batalion ON w kampanii wrześniowej
Batalion został podporządkowany dowódcy Nowogródzkiej Brygady Kawalerii i w jej składzie rozpoczął walki w kampanii wrześniowej. W ramach Ośrodka Oporu Działdowo bronił większością sił swojego garnizonowego miasta, wraz z 5 batalionem strzelców. 3 kompania „Lidzbark” broniła swojego miasta na lewym zachodnim skrzydle Nowogródzkiej BK. Batalion zajmował rejon obrony na wysuniętym wschodnim skrzydle brygady. Zadaniem obu batalionów była obrona Działdowa, a następnie osłona i opóźnianie natarcia niemieckiego na zachodnie skrzydło pozycji mławskiej bronionej przez 20 Dywizję Piechoty. Pomiędzy stanowiskami ośrodka oporu a stanowiskami obronnymi 20 DP była luka o szerokości 12–15 km, patrolowana od 1 września przez kawalerię. Miasto było częściowo ufortyfikowane, wykonano zalewy oraz drogę odwrotową z okrąglaków przez bagna i tereny podmokłe. Batalion zajął stanowiska obronne na północny zachód od Działdowa na rozwidleniu torów kolejowych w kierunku Iławy, Nidzicy i Lidzbarka. Obserwowano drogę do Iławy. Dowództwo batalionu miejsce postoju miało w majątku Baranówka. 1 kompania obsadzała rozwidlenie torów kolejowych, 2 kompania miała przydzielony rejon Kisin za Działówką, tzn. od mostu na Działdówce do Kisin. 3 kompania była rozlokowana na linii rzeki Wel i jeziora Lidzbarskiego, działała osobno jako pododdział samodzielny podporządkowana dowódcy 25 pułku ułanów.

### Działania bojowe

#### Udział w bitwie pod Mławą
1 września ok. godz. 5.00 zwiad 2 kompanii zlikwidował niemiecki patrol rozpoznawczy pomiędzy Kisinami i Brodowem. 1 września wojska niemieckie odcięły w luce drogę kołową i kolejową pomiędzy Działdowem a Mławą. Poza tym stanowiska obu kompanii batalionu nie były atakowane. Na rozkaz dowódcy Nowogródzkiej BK oba bataliony o północy wycofały się z Działdowa. I Mazurski batalion ON wycofał się z Działdowa kompaniami: 1 przez Księży Dwór, Rywoczyny do Kęczewa, 2 przez Kurki, Rywoczyny do Kęszewa. Batalion zajął stanowiska na wzgórzach otaczających Kęczewo ok. godz. 3.00 2 września. I Mazurski batalion ON wraz z 5 bs od rana 2 września podlegał dowódcy 20 DP, stanowił odwód dowódcy dywizji, tego dnia nie brał udziału w walce. 3 września ze względu na niepomyślną sytuacja na wschodnim skrzydle 20 DP, za dnia batalion podjął marsz poprzez Turzę Wielką Modłę, Trzciankę do Szydłowa. Maszerujący batalion był atakowany przez lotnictwo niemieckie. Po osiągnięciu tego rejonu o godz. 20.00 batalion rozpoczął wydawanie obiadu. Czynności te przerwano i batalion podjął natarcie kompaniami na Sławogórę Starą i Sławogórę Nową. Od świtu 4 września batalion wszedł w skład Oddziału Wydzielonego mjr Kazimierza Zuske, dowódcy II batalionu 79 pułku piechoty, który miał wspólnie w porozumieniu z 8 Dywizją Piechoty wykonać natarcie na oddziały niemieckie wdzierające się na prawe skrzydło obrony 20 DP lub te natarcie ubezpieczać. I Mazurski batalion ON bez 3 kompanii ubezpieczał pozycję mławską od strony Dębska i Bud Garlińskich, na pozycji Nowa Wieś-Szydłówek. O godz. 7.00 4 września na stanowiska batalionu natarcie wykonały oddziały niemieckie, obrona batalionu nie wytrzymała naporu oddziałów niemieckich i była spychana w kierunku szosy Mława-Warszawa, którą wycofywały się oddziały 20 DP. Spychany batalion został wsparty przez maszerujące szosą oddziały: II dywizjon 20 pułku artylerii lekkiej, I batalion 80 pułku piechoty i 92 samodzielną kompanią km i br. tow. Silny ostrzał haubic 100 mm, strzelający ogniem na wprost i ostrzał ciężkiej broni piechoty ponad głowami cofającego się I Mazurskiego batalionu ON doprowadził do zatrzymania niemieckiego natarcia i kontratakiem batalionów; I/80 pp i I Mazurskiego zostało odrzucone ze znacznymi stratami dla wroga. Batalion ON „Mazury I”, mógł zająć obronę przed szosą warszawską. Wkrótce batalion podjął marsz za kolumnami wojsk 20 DP; 1 kompania maszerowała przez Żurominek, Strzegowo, Dreglin. 2 kompania przez Kosiny Stare, Bogurzynek, Dreglin. Batalion maszerował rozdrobniony z uwagi na ciągłe ataki lotnicze.        

#### Na drogach odwrotu
Do odpoczywającego w lesie koło Dreglina batalionu dołączył 5 bs. Po odpoczynku, nakarmieniu żołnierzy ze względu na spodziewane ataki lotnicze, batalion podjął marsz w nocy 4/5 września. Przemieszczano się poprzez Raciąż, Drobin do Płocka, gdzie batalion dotarł w uszczuplonym składzie osobowym z małymi brakami w sprzęcie. Batalion po przejściu Wisły przez most w Płocku pomaszerował do miejsca koncentracji 20 DP w rejonie Brochów na południe od Wyszogrodu. Skąd po odpoczynku podjął marsz 8 września przez Puszczę Kampinoską do Modlina, gdzie przeprawił się przez most na Wiśle i przez Nowy Dwór Mazowiecki pomaszerował w okolice Wieliszewa zajmując dwór Poniatów. Skąd nazajutrz przemieścił się nad stanowiska obronne nad Bugo-Narwią. W Wieliszewie do I Mazurskiego batalionu ON dołączyła 3 kompania ON „Lidzbark”, która dotychczas ściśle podlegała Nowogródzkiej BK i z nią wycofała się do Nowego Dworu. Batalion wszedł w skład Grupy Operacyjnej gen. bryg. Juliusza Zulaufa. Uczestniczył w walkach 13 września, w tym w kontratakach na przyczółek niemieckiej 32 DP w rejonie Wieliszewa, Poniatowa i Skrzeszew. W nocy 13/14 września wraz z GO gen. bryg. Juliusza Zulaufa batalion przeszedł do Warszawy.        

#### W obronie Warszawy
Wraz z 20 DP dotarł 14 września do Warszawy I Mazurski batalion ON w osłabionym składzie, ale z kompletem pododdziałów. Został włączony w skład Odcinka Warszawa „Wschód” (Praga) i jego pododcinka południowo-wschodniego. Do batalionu ON „Mazury I” włączone zostały pozostałe w Warszawie plutony z 5 bs. Następnie na rozkaz dowódcy 26 pułku piechoty, a jednocześnie dowódcy sektora „Utrata” ppłk. dypl. Franciszka Węgrzyna, ze względu na dość niskie stany osobowe wcielono go pod dowództwo mjr. Wacława Kuczajowskiego dowódcy 1 samodzielnego batalionu karabinów maszynowych i broni towarzyszących. Tym samym sformowano kombinowany batalion piechoty, który powstał z: 1 samodzielnego batalionu km i br. tow., I Mazurskiego batalionu ON, II Mazurskiego batalionu ON i pozostałości 5 batalionu strzelców. I Mazurski batalion ON wszedł w skład kombinowanego batalionu piechoty jako 1 kompania strzelecka Obrony Narodowej pod dowództwem kpt. Kazimierza Mordzewskiego. 16 września na rozkaz dowódcy pododcinka południowo-wschodniego kombinowany batalion piechoty wykonał natarcie z rejonu Utraty, poprzez kompleks domów na wschód od ul. Podskarbińskiej, do Witolina. Natarcie batalionu zostało powstrzymane przez pododdziały niemieckie pod silnym ogniem ckm i artylerii. 17 i 18 września artyleria niemiecka ostrzeliwała szczególnie mocno teren Warszawy. W nocy 17/18 września batalion kombinowany odparł natarcie niemieckiej piechoty w Utracie. 20 września od godz. 11.30 na pozycje batalionu były prowadzone niemieckie natarcia, szczególnie ciężkie walki prowadził kombinowany batalion piechoty, ponosząc przy tym znaczne straty. Wśród poległych byli, kpt. Klimowicz i plut. pchor. Józef Błażejczyk, por. rez. Bolesław Palczyński. Wśród wielu rannych ppor. rez. Stanisław Stryjkowski i ppor. rez. Leon Szpręga. 21 września prowadzono drobne walki patroli przez batalion. 22 września pozycje batalionu były ostrzeliwane przez artylerię niemiecką. 23 i 24 września rejon obrony batalionu stał się celem nalotów lotnictwa niemieckiego. Ponownie 25 września w dużo większej skali cała Warszawa i wszystkie pozycje obrońców, w tym batalionu kombinowanego były ostrzeliwane przez artylerię niemiecką i bombardowane przez lotnictwo. 25 i 26 września na sąsiednie sektory Grochów, Saską Kępę były prowadzone niemieckie natarcia. 26 września sektor Utrata, w tym pozycje batalionu kombinowanego były silnie ostrzeliwane przez niemiecką artylerię. Niemieckie natarcie 26 września i nocą 26/27 września na folwarki Dotrzyma i Antoniów zostały odparte ogniem piechoty i artylerii sektora Utrata, w tym batalionu kombinowanego. 28 września garnizon Warszawy skapitulował, wśród nich żołnierze zbiorczej kompanii ON I Mazurskiego batalionu ON. 

## Obsada personalna
- dowódca batalionu – kpt. Kazimierz Mordzewski[13]
- adiutant batalionu - kpt. rez. Klimowicz
- lekarz – ppor. rez. lek. Edward Bieńka
- dowódca 1 kompanii „Działdowo I” – kpt. rez. Stanisław Klementowski
  - dowódca I plutonu - ppor. rez. Stanisław Stryjkowski
  - dowódca II plutonu - ppor. rez. Franciszek Nastrożny
  - dowódca III plutonu - ppor. rez. Stanisław Lisowski
  - dowódca plutonu ckm - ppor. rez. Leon Szpręga
- dowódca 2 kompanii „Działdowo II” – por. rez. Szczepan Kochanowski
  - dowódca I plutonu - ppor. rez. Wojciech Olszewski
  - dowódca II plutonu - ppor. rez. Stanisław Sajdakowski
  - dowódca III plutonu - plut. pchor. rez. Józef Błażejczyk
  - dowódca plutonu ckm - ppor. rez. Franciszek Chudy
- dowódca 3 kompanii „Lidzbark” – por. Bolesław Pałczyński
  - dowódca I plutonu - ppor. rez. Antoni Nehring
  - dowódca II plutonu - plut. pchor. rez. Popławski
  - dowódca III plutonu - plut. pchor. rez. Władysław Steyka
  - dowódca plutonu ckm -